# Chamagne
Chamagne település Franciaországban, Vosges megyében. Lakosainak száma 442 fő (2022. január 1.). Chamagne Saint-Germain, Charmes, Socourt, Gripport, Bainville-aux-Miroirs és Villacourt községekkel határos.

## Népesség
A település népességének változása:
| Lakosok száma | 450  | 460  | 473  | 465  | 466  | 466  | 458  | 450  | 442  |
|               | 2013 | 2015 | 2016 | 2017 | 2018 | 2019 | 2020 | 2021 | 2022 |